# توني آزيفيدو
توني آزيفيدو (بالإنجليزية: Tony Azevedo)‏ هو لاعب كرة الماء أمريكي، ولد في 21 نوفمبر 1981 في ريو دي جانيرو في البرازيل.

## وصلات خارجية
- توني آزيفيدو على موقع الاتحاد الدولي للسباحة (الإنجليزية)
- توني آزيفيدو على موقع اللجنة الأولمبية الدولية (الإنجليزية)
- توني آزيفيدو على موقع أوليمبيديا (الإنجليزية)
- توني آزيفيدو على موقع اللجنة الأولمبية والبارالمبية الأمريكية (الإنجليزية)